# Сін А Рам
Сін А Рам  (кор. 신 아람, 23 вересня 1986) — південнокорейська фехтувальниця, олімпійська медалістка.

## Виступи на Олімпіадах
| Олімпіада   | Дисципліна      | Місце |
| ----------- | --------------- | ----- |
| Лондон 2012 | шпага, особисті | 4     |
| Лондон 2012 | шпага, командні | 2     |
| Ріо 2016    | шпага, особисті | 20    |
| Ріо 2016    | шпага, командні | 6     |